# Goja
Goja je žensko osebno ime.

## Izvor imena
Ime Goja je izpeljanka iz imena Gojko.

## Pogostost imena
Po podatkih Statističnega urada Republike Slovenije je bilo na dan 31. decembra 2007 v Sloveniji število ženskih oseb z imenom Goja: 24.